# Syrie utile
La Syrie utile est la petite partie de la Syrie qui concentre, à l'ouest du pays, l'essentiel de sa population et de son économie. Il s'agit peu ou prou du corridor qui relie Damas au sud-ouest à Alep au nord-ouest et qui englobe, en son centre, les ports et « la bande côtière de Lattaquié au Nord », auquel on ajoute « la majeure partie de la région de Damas » et les « villes d'Hama et de Homs ».
Son importance est particulièrement grande du fait du Conflit qui agite la Syrie depuis 2011. La fin du siège d'Alep et la reprise de la ville par le régime de Bachar El-Assad, marque le retour de la « Syrie utile » sous contrôle loyaliste. La côte syrienne demeurera d'ailleurs durant toute la guerre sous contrôle gouvernementale, permettant par là même le ravitaillement en matériel russe, via le port de Tartus.
Au niveau stratégique, la reprise de la « Syrie utile » par Bachar al-Assad marque aussi la fin de la montée en puissance du dispositif militaire russe en Syrie et le début d'un désengagement militaire.
Le géographe français, Fabrice Balanche, dans son ouvrage Les leçons de la crise syrienne, évalue la zone gouvernementale en 2023 à « environ 120 000 km2, soit 65 % du territoire » pour « 12 millions d'habitants » sur une population totale syrienne estimée à « 18 millions ».